# Võ Văn Kiệt
Võ Văn Kiệt (Vietnamees: Võ Văn Kiệt), oorspronkelijk Phan Văn Hòa, bijnaam Sáu Dân (Trung Hiệp (Vĩnh Long), 23 november 1922 - Singapore, 11 juni 2008) was een Vietnamees politicus.
Vo was de motor van de grote economische veranderingen die Vietnam eind jaren tachtig en in de jaren negentig doormaakte. De destijds niet goed functionerende, op communistische leest geschoeide centraal geleide economie van Vietnam werd door zijn toedoen in een marktgeoriënteerde economie omgezet. Deze overgang wordt aangeduid als Doi Moi. Van 1991 tot 1997 bekleedde hij het premierschap van zijn land.

## Achtergrond
In 1939 sloot hij zich aan bij de Indochinese Communistische Partij (later voortgezet als de Communistische Partij van Vietnam) en veranderde zijn naam Phan Văn Hòa in Võ Văn Kiệt. Tijdens de eerste fase van de Vietnamoorlog - eind jaren veertig en begin vijftig - vocht hij met de Vietminh tegen de Fransen in het zuiden van het land. Nadat Vietnam in 1954 was opgedeeld in een communistisch Noord-Vietnam en een kapitalistisch Zuid-Vietnam, nam Vo de wijk naar het noordelijke deel. Tijdens de tweede fase van de Vietnamoorlog - de jaren zestig en begin zeventig - waarbij de Amerikanen de Zuid-Vietnamezen terzijde stonden, klom hij op in de hiërarchie van de communistische partij en verloor hij door gevechtshandelingen van de Amerikanen zijn vrouw (hij hertrouwde later) en vier kinderen.
Na de overwinning van Noord-Vietnam in 1975 werd hij partijsecretaris van de voormalige Zuid-Vietnamese hoofdstad Saigon (later omgedoopt tot Ho Chi Minhstad). Daar voerde hij in alle rust een economisch hervormingsbeleid door waarbij hij ook zaken deed met vertegenwoordigers van het vroegere kapitalistische systeem. Dit bleef niet onopgemerkt want in 1986 begon de Vietnamese communistische partij Vo's plaatselijke beleid op landelijk niveau toe te passen, in een poging de in zeer slechte staat verkerende economie op te peppen. Vo had in deze beleidswijziging een groot aandeel gehad, in 1982 was hij vicepremier en voorzitter van de commissie voor staatsplanning geworden, gevolgd door dat van eerste vicepremier in 1987 om het uiteindelijk in 1991 tot minister-president te schoppen. Onder zijn tot 1997 durende bewind maakte Vietnam een aanzienlijke economische groei door en namen de buitenlandse investeringen in Vietnam fors toe.
Opvallend aan Vo was dat hij zich openlijk in zeer kritische zin over financiële malversaties van de overheid uitliet. Ook stuurde hij aan op verzoening met tegenstanders van het communisme, waarbij hij wees op de nare gevolgen die miljoenen Vietnamezen van de bruut doorgevoerde eenwording in 1975 hadden moeten ondergaan.
Vo Van Kiet overleed op 85-jarige leeftijd in een ziekenhuis in Singapore aan een longontsteking.
- Bibliothèque nationale de France: cb122273508 (data)
- Gemeinsame Normdatei: 143816195
- International Standard Name Identifier: 0000 0001 1561 0694
- Library of Congress Control Number: n82118835
- Nationale Bibliotheek van Israël: 987007332598805171
- Nederlandse Thesaurus van Auteursnamen: 143783955
- Système universitaire de documentation: 030962102
- Virtual International Authority File: 17274743
- WorldCat: E39PBJvRPWq6tyT6rXQVrwhfv3